# MZ-Cup

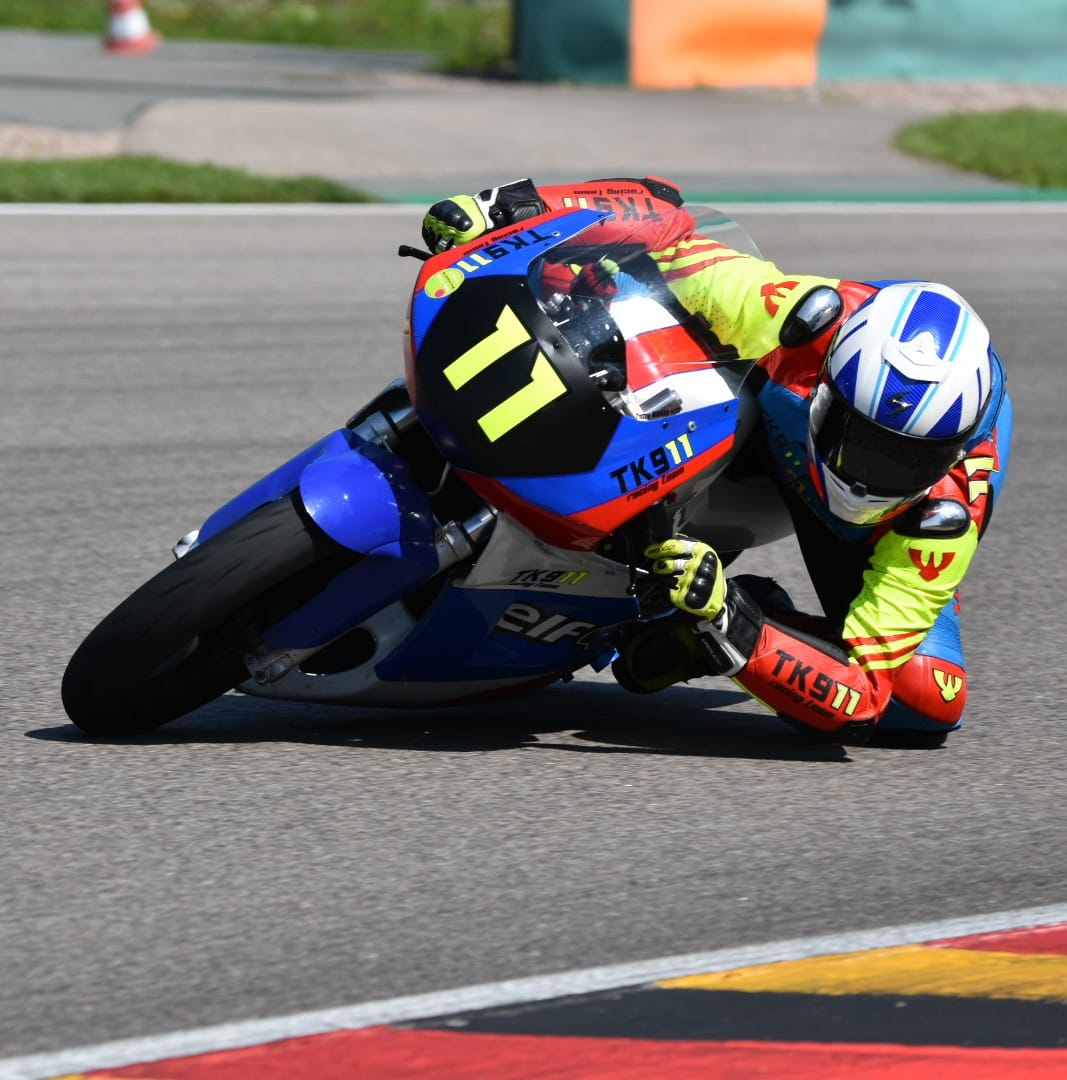
Cup-Meister 2018–2021 (Tony König, Sachsenring 2020)

Der MZ-Cup ist der älteste in Deutschland aktiv ausgetragene Motorradmarkenpokal und nach dem inoffiziellen SR-Cup der erste und einzige Motorradtypenpokal, der jemals mit Einzylinder-Viertaktmotoren ausgetragen wurde. Gefahren werden Motorräder des Modells MZ Skorpion mit 48 PS starken 660 cm³-Yamaha-XTZ-Motoren, hergestellt von 1994 bis 2002 in der Region um die sächsische Stadt Zschopau, wo von 1922 bis 2008, seit 1956 unter dem Markenkürzel MZ, Motorräder gebaut wurden. 

## Geschichte und Reglement

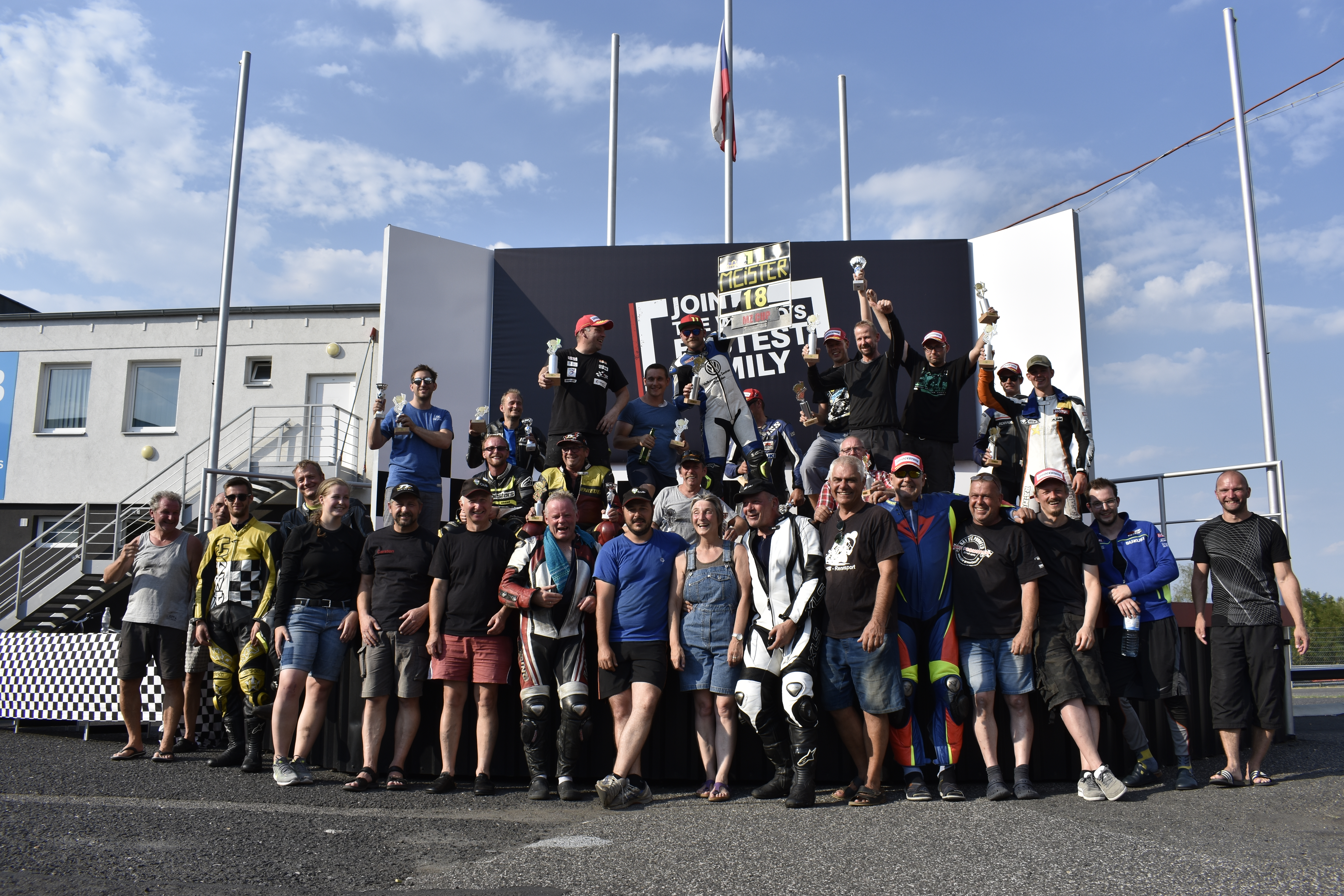
Fahrer der Saison 2018 bei der Siegerehrung (Autodrom Most)

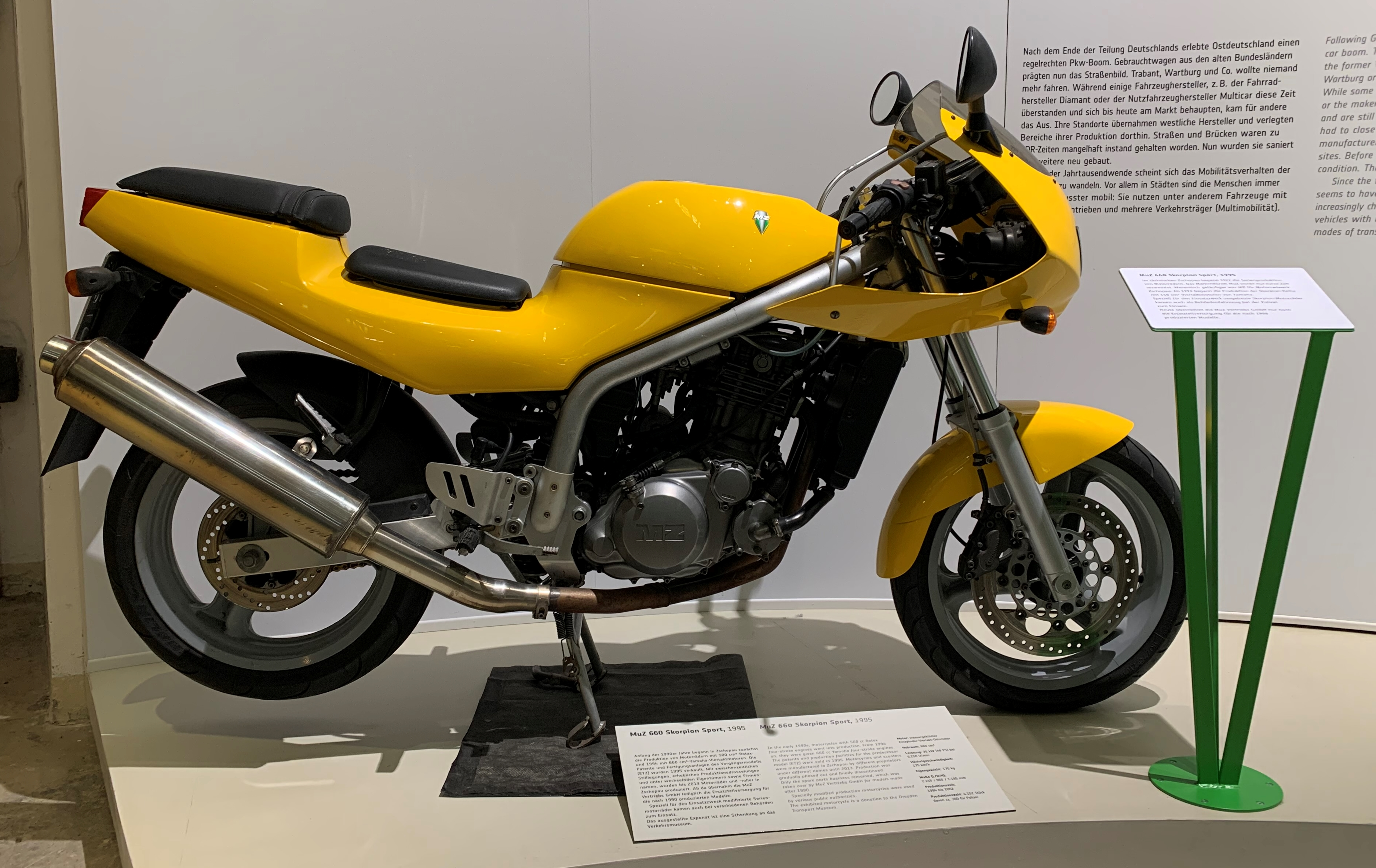
MZ Skorpion Sport, 1994 bis 2002, Basis der Cup-Version (Unterschied: Halb- statt Vollverkleidung)

Die Rennserie wurde 1996 von der von 1992 bis 2008 im sächsischen Zschopau ansässigen Motorrad- und Zweiradwerk GmbH für ihre vom Vorgängerunternehmen Motorradwerk Zschopau (von 1952 bis 1990 VEB, anschließend bis 1992 GmbH) übernommene Motorradmarke MZ (von 1992 bis 1999 wegen markenrechtlicher Konflikte zwischenzeitlich auch: MuZ) als Gastklasse für die ehemalige Motorrad-Seriensportmeisterschaft des Deutschen Motorsportbundes (DMSB) und für das Rahmenprogramm der Internationalen Deutschen Motorradmeisterschaft (IDM) initiiert. Der von der Geschäftsleitung ursprünglich beauftragte Koordinator des Cups, Christian Steiner, war ein langjähriger MZ-Mitarbeiter und Ingenieur der Werks-Rennsportabteilung, dem auch die Funktion des Pressesprechers des Unternehmens anvertraut war. Nach Einstellung der Produktion des dem MZ-Cup zugrundeliegenden Modells im Jahr 2002 veranstaltet ab der Saison 2003 der Hobbyrennsportfahrer Uwe Link den Cup eigenständig.
In Anknüpfung erfolgreicher Teilnahmen eines MZ-Werksteams in der Einzylinder-Rennserie Sound of Singles (SoS) wurde 1996 in Köln auf der Internationalen Fahrrad- und Motorrad-Ausstellung (IFMA) das Cup-Modell der MZ Skorpion als straßenzulassungsfähige Sportmaschine mit einem Umrüstpaket für den Rennstreckeneinsatz im motorisierten Breitensport und dem zusätzlichen Angebot einer eigenen Rennserie erstmals öffentlich vorgestellt. Im ersten Jahr des Cups, 1997, starteten 16 Meisterschaftsteilnehmer mit den vom Werk aufgebauten Motorrädern in orangefarbener Einheitslackierung. Im Laufe der Zeit individualisierten die Cupteilnehmer jedoch die farbliche Gestaltung ihrer Rennmaschinen, oder rüsteten straßenzugelassene MZ Skorpion Sport- oder Tour- Modelle zu Cupmaschinen um.
Das an die zwischenzeitlich durch Produktionseinstellungen von Ersatzteilen, sowie veränderte Verfügbarkeiten von Verbrauchsmaterialien (wie zum Beispiel Reifen) angepasste ursprüngliche Reglement erlaubt keine wesentlichen Änderungen an Fahrwerk, Motor, Bremsen und Silhouette des straßenzugelassenen Ausgangsprodukts. Die Versorgung mit zum Teil gesponsorten Ersatz-, Verbrauchs- und Nachrüstteilen ist nach wie vor durch den Veranstalter beinahe vollständig gesichert, so dass viele Verschleiß- und Sturzschäden auch während einer Veranstaltung, häufig mit tatkräftiger Unterstützung durch die Fahrergemeinschaft, instand gesetzt werden können. Gefahren wird mit einheitlicher Sportprofilbereifung. Ausnahmen vom Reglement werden für Gaststarter auf Anfrage weitestgehend geduldet.
Zu den vom MZ-Cup meistbefahrenen Rennstrecken zählen der Nürburgring, der Hockenheimring, die Motorsport Arena Oschersleben, der Sachsenring, das Schleizer Dreieck und das Autodrom Most. Im Jubiläumsjahr 2021 wurde die Meisterschaft in nur zehn statt üblicherweise zwölf Rennläufen in fünf statt sechs Veranstaltungen auf den Rennstrecken in Hockenheim, Assen (NL), Most (CZ), auf dem Sachsenring und auf dem Kurs des auf einem ehemaligen sowjetischen Militärflugplatz bei Berlin gelegenen Driving Center Groß Dölln ausgetragen.
Seit der Rennsaison 2023 sind auf Anfrage auch ausgesuchte Einzylinder-Maschinen anderer Marken und Typen als Gaststarter zugelassen; und zum zusätzlichen Zweistundenrennen gibt es im Rahmen verfügbarer Gaststartplätze seither fast gar keine vorgefassten Marken- oder Typenbeschränkungen mehr.

## Meister

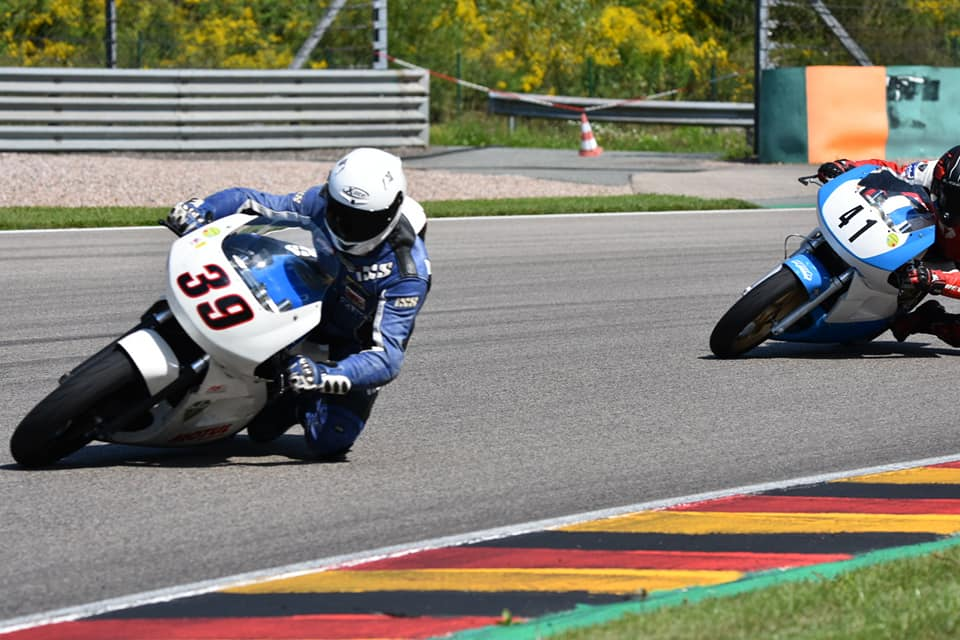
Cup-Meister 2003, 2010 (Norbert Schäfer, Sachsenring 2020)

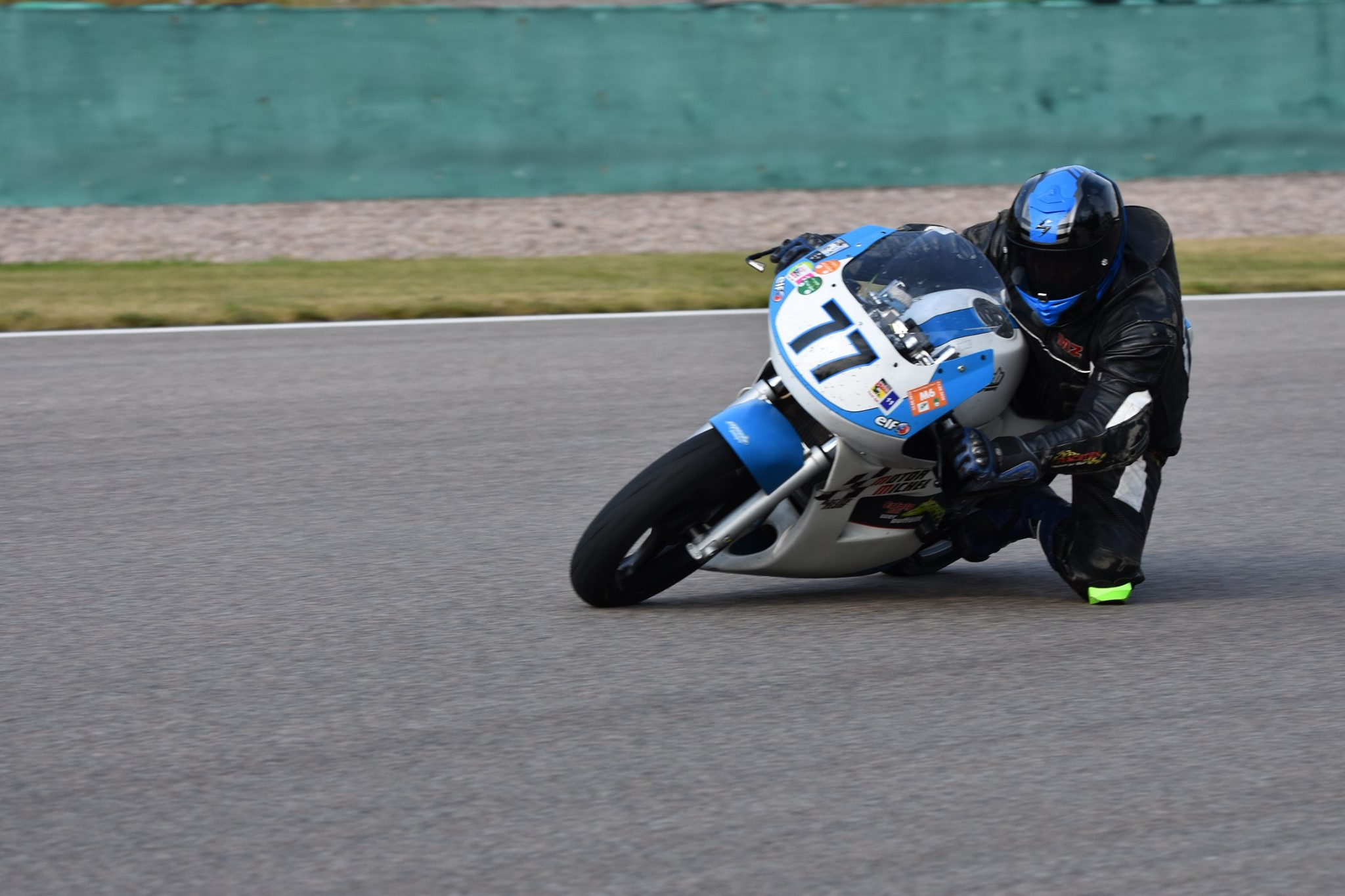
Cup-Meister 2011–2013, 2017 (Knuth Strauß, Sachsenring 2020)

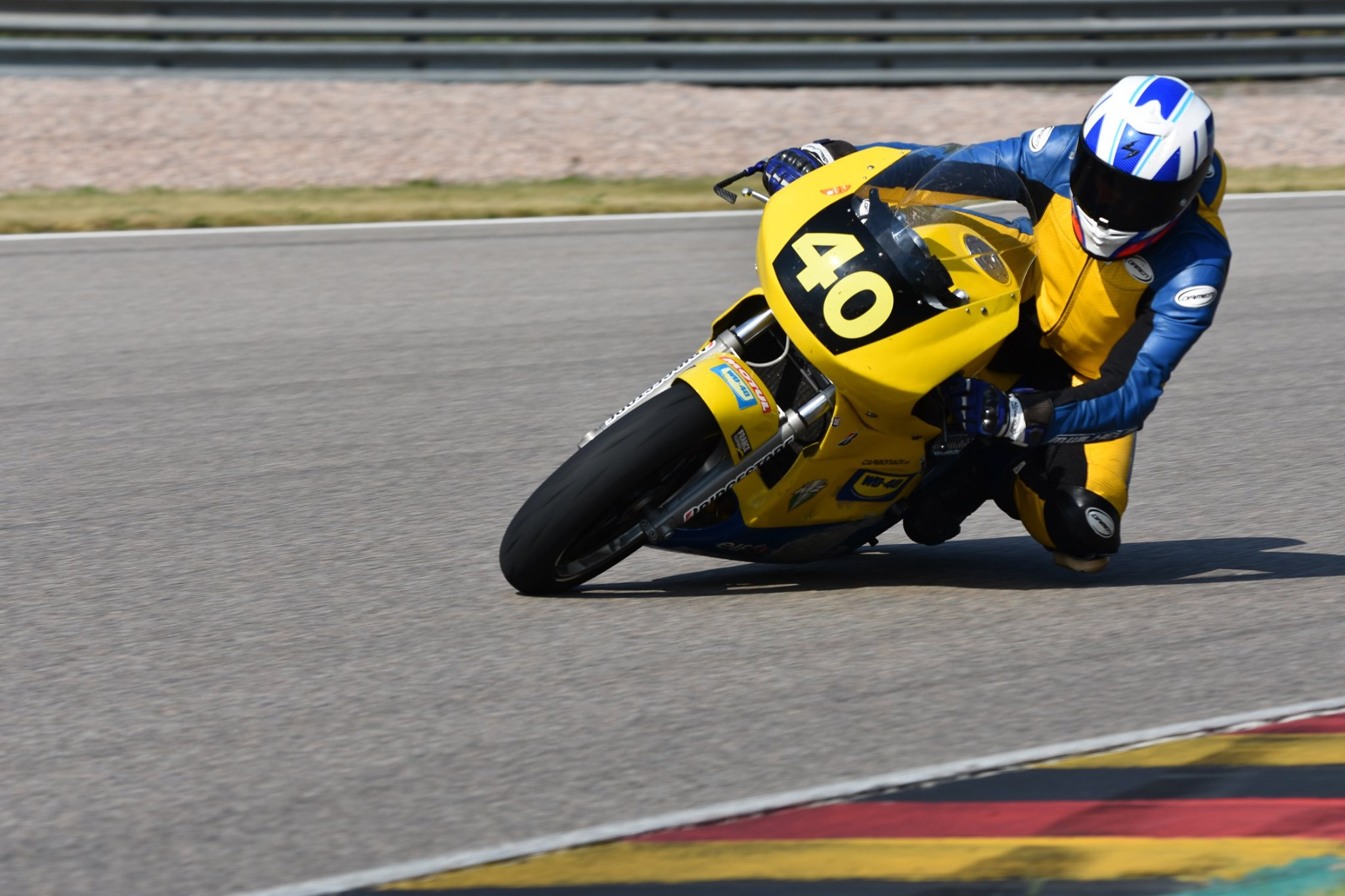
Cup-Meister 2014–2016, 2022–2024 (Mario Wilhelm, Sachsenring 2020)

| Nr. | Jahr | Name                | Startnr. |
| --- | ---- | ------------------- | -------- |
| 1.  | 1997 | Ronny Wehran        |          |
| 2.  | 1998 | Paul-Maria Listl    | 33       |
| 3.  | 1999 | Jan Stecher         |          |
| 4.  | 2000 | Rikko Stendevad     |          |
| 5.  | 2001 | Carsten Freudenberg |          |
| 6.  | 2002 | Carsten Freudenberg |          |
| 7.  | 2003 | Norbert Schäfer     | 39       |
| 8.  | 2004 | Klaus Schönfeld     | 27       |
| 9.  | 2005 | Klaus Schönfeld     | 27       |
| 10. | 2006 | Klaus Schönfeld     | 27       |
| 11. | 2007 | Klaus Schönfeld     | 27       |
| 12. | 2008 | Klaus Schönfeld     | 27       |
| 13. | 2009 | Klaus Schönfeld     | 27       |
| 14. | 2010 | Norbert Schäfer     | 39       |
| 15. | 2011 | Knuth Strauß        | 77       |
| 16. | 2012 | Knuth Strauß        | 77       |
| 17. | 2013 | Knuth Strauß        | 77       |
| 18. | 2014 | Mario Wilhelm       | 40       |
| 19. | 2015 | Mario Wilhelm       | 40       |
| 20. | 2016 | Mario Wilhelm       | 40       |
| 21. | 2017 | Knuth Strauß        | 77       |
| 22. | 2018 | Tony König          | 11       |
| 23. | 2019 | Tony König          | 11       |
| 24. | 2020 | Tony König          | 11       |
| 25. | 2021 | Tony König          | 11       |
| 26. | 2022 | Mario Wilhelm       | 40       |
| 27. | 2023 | Mario Wilhelm       | 40       |
| 28. | 2024 | Mario Wilhelm       | 40       |